# 别林斯高晋站

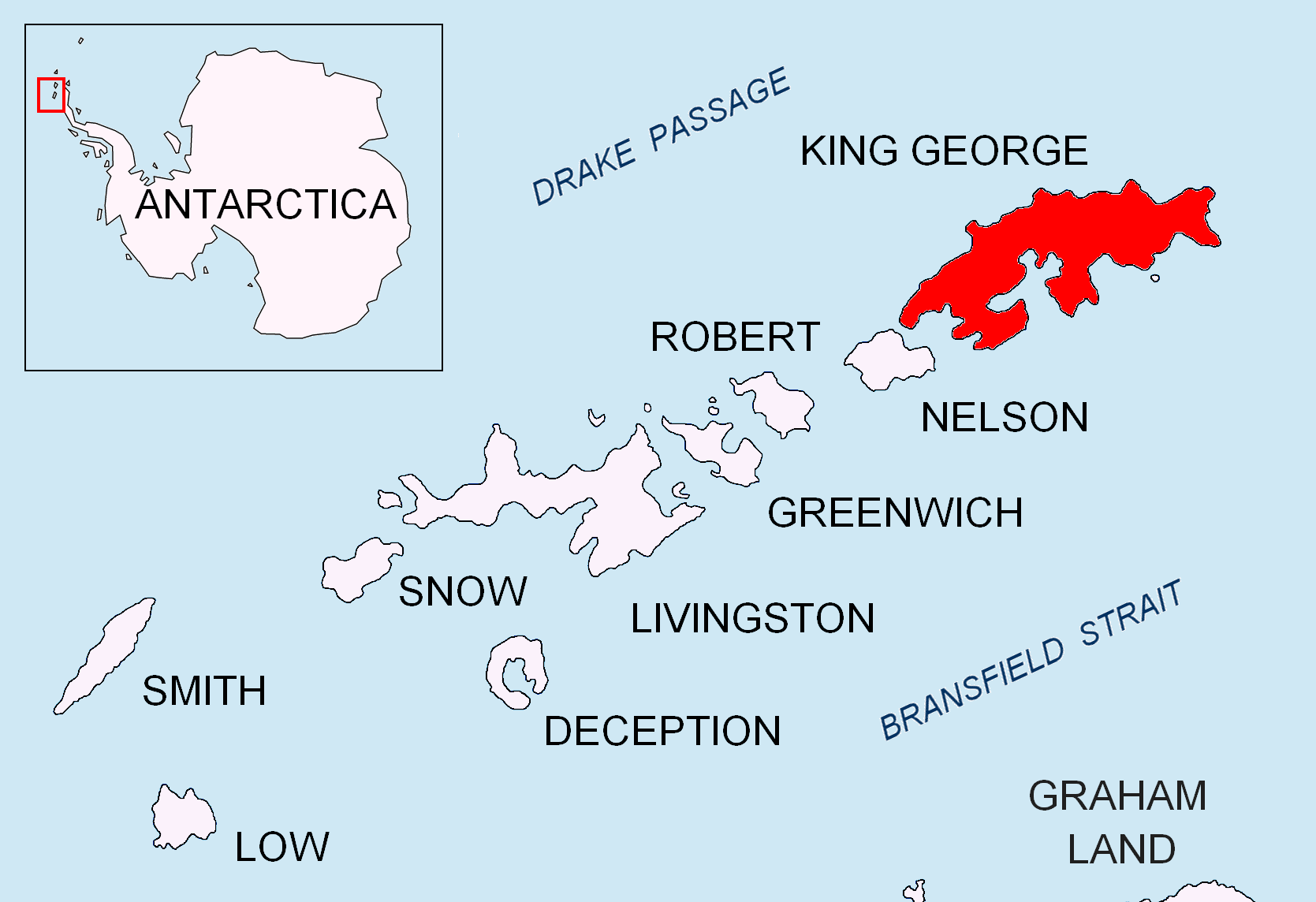
乔治王岛地图

62°12′S 58°58′W / 62.200°S 58.967°W
别林斯高晋站（俄语：Беллинсгаузен）是苏联建立的南极科学考察站，位于乔治王岛，1968年設站，1991年蘇聯解體後由俄羅斯接管。别林斯高晋站温度是南极洲及其附近岛屿中最高的。其最低气温为-6.8°С（19.76° F），二月温度可达+1.1°С（34 ° F）。